# 森千早都
森 千早都（もり ちさと、1989年3月13日 - ）は、日本の女性声優。静岡県出身。FIRST WIND production所属。

## 来歴
声優になるきっかけは高校時代、友人に薦められて一般の声優オーディションを受けて、そこで「役を演じる楽しさ」を知ったからである。
AIR AGENCY声優養成所卒業。2011年8月、『声優バラエティー SAY!YOU!SAY!ME!』内のコーナー「声優アイドルユニット企画」で新人声優ユニットのメンバーとして抜擢され、『ワンリルキス』のメンバーとしての活動を開始。
2012年4月よりAIR AGENCY所属となった。2020年12月に退所を発表した。フリーの期間を経て、2021年6月にオブジェクトの所属となった。2022年3月31日にオブジェクトがマネージメント事業を終了したことに伴い、4月1日よりFIRST WIND productionに所属。
高校生時代に同じオーディションを受験していた長妻樹里と出会い、その時以来の友人関係である。
2022年、結婚出産を報告した。

## 出演
太字はメインキャラクター。

### テレビアニメ
2011年
- のらのらの〜ら（スタッフ）

2012年
- カンピオーネ! 〜まつろわぬ神々と神殺しの魔王〜（女子B）
- 超ロボット生命体 トランスフォーマー プライム（シエラ）
- ワンリル喫茶（ちぃ）

2013年
- ガンダムビルドファイターズ（サメジマ・ユカリ）
- プピポー!（ポーちゃん）

2014年
- にゃ〜めん（しょうゆにゃ〜めん）

2017年
- クレヨンしんちゃん（行列のお姉さんB）

2018年
- アイドリッシュセブン（2018年 - 2023年、リポーター、女子高生A、ストロベリーズ、明日香、ファンC 他） - 3シリーズ
- ニル・アドミラリの天秤（五十嵐瞳）
- 重神機パンドーラ（ラインハルト）
- ハイスコアガール（男子生徒C）

2019年
- あんさんぶるスターズ!（女子生徒、観客、商店街の女性、生徒）
- 慎重勇者〜この勇者が俺TUEEEくせに慎重すぎる〜（竜族の子供）
- ぬるぺた（クラスメイトE）

2020年
- いわかける! - Sport Climbing Girls -（子供B）

2023年
- 冰剣の魔術師が世界を統べる（ワンダ＝エーリカ）
- でこぼこ魔女の親子事情（ワカメ、ギータの子）
- SHY（子供）

2024年
- 嘆きの亡霊は引退したい（アンセム幼少期、キステル、ユウ・シイラギ）
- トリリオンゲーム（ホステス）

### OVA
- Re:ゼロから始める異世界生活 氷結の絆（2019年、村の子供）

### Webアニメ
- ざしきわらしのタタミちゃん（2020年、みかっち[12]、改札音、人間たち）
- 天空侵犯（2021年、幼いスナイパー仮面、中華仮面）

### ゲーム
2013年
- 蒼穹のスカイガレオン（ガネーシャ、パールバティ、サラスバティ、ガーヤトリー、ラートリー、スルーズ）

2014年
- 戦の海賊（リーリエ）
- Tokyo 7th シスターズ（シャオ・ヘイフォン）
- ヒーローズプレイスメント（音江イルム）

2015年
- 刻のイシュタリア（ルギェヴィート、レギンレイヴ、ケラシス）
- ウチの姫様がいちばんカワイイ（華咲力）
- サウザンドメモリーズ（柳烈の数珠士メグ）
- 幻獣契約クリプトラクト（碧の疾風 ジェネット）
- 里見八犬伝　村雨丸之記

2016年
- アイドルコネクト -Asterisk Live-（春宮空子）
- 幻獣姫（アーサー）
- アカシックリコード（ギガント、プティ・ジョゼ、アニー・ティパーズ）
- 戦国姫譚MURAMASA-雅-（豊臣秀次、森長可、本願寺教如、出雲阿国）

2017年
- 麻雀 闘牌コロシアム（ヴォルカ ）

2018年
- グランドチェイス（ローズ、マンドラゴラ、カルネロ）
- RPGツクールMV Trinity（黒魔道士 マビィ）

2019年
- デスティニーチャイルド（ナタ）
- Q&Qアンサーズ（パス）
- あくしず戦姫（パンジャンドラ）
- ワールドフリッパー（ラナー、ファフ、マ・ルルシャ）

2022年
- ユグドラ・レゾナンス（モモ）
- アイドルコネクト -AsteriskLive- 2022（春宮空子）

2024年
- 英雄伝説 界の軌跡 -Farewell, O Zemuria-（シルヴィ 、イザベル）

2025年
- 風雨来記5 (2025年、園原柚希)

### ドラマCD
- THOR CODE（時期不明）
- 天使×悪魔 CD 2（2012年、女性店員）[24]
- 「文豪シリーズ」第二巻 文豪失格（2012年）[25]
- 「文豪シリーズ」文豪バトルロワイヤル 〜注文の多い編集部が打ち切りを迫っているようです〜（2013年、ミライ）[14]

### 吹き替え
- シャーロック・ホームズの大追跡（アリス）
- マライア・キャリー クリスマスのおくりもの（ヴィッキー）
- ラグナロク オーディン神話伝説（ブラケ）
- モンスターハイ（スケリータ、ハウリーン、キャッティノワール）
- ドルフィン　太陽の秘密と夢の冒険（スパーキー）
- 不思議の国のユーゴとララ（ララ[26]）
- RWBY（リース・クロリス、デュー・ゲイル）

### ナレーション
- 思春期ビターチェンジ　CM
- 『トランスフォーマー博』「オキュラスリフト体験コーナー」用PV
- 恋愛暴君　PV

### ラジオ
- ワンリルキスのSAY!YOU!SAY!ME!R!（Ustream：2011年12月20日 - 2013年9月5日、パーソナリティ）
- にゃ～めんらじお（音泉：2014年1月10日 - 3月28日）
- アイドルライブ情報部☆（下北FM：2014年8月14日 ゲスト） ※ワンリルキスの藤村鼓乃美と出演
- 超!A&G+スペシャル 長妻樹里の●●よろしくね!（超!A&G+：2016年3月31日）ゲスト
- 森千早都のちゃんとしたい！ラジオ（Spotify：2021年4月11日 - 2024年12月29日、パーソナリティ）

### 実写

#### TV
- 声優バラエティー SAY!YOU!SAY!ME!
- にじどこ〜2次元の入り口はどこですか?〜（トライアル版）
- ヴォイス・アカデミア（BSフジ：2013年6月2日、#5ゲスト）

#### インターネットテレビ
- 今3時？ そうねだいたいね（Ustream：2014年10月30日、ゲスト）

### 舞台
- 夢の檻、鳥籠の空（2012年、主演）
- 桜の森の満開の下（2013年、森下さくら）[27]
- キミに贈る朗読会「サトラレ〜the reading〜 vol.7」（2021年9月11日 - 12日、MsmileBOX 渋谷[28]）

### デジタルコミック
- VOMIC「激辛! カレー王子」[29]

## ディスコグラフィ

### キャラクターソング
| 発売日         | 商品名                                                                  | 歌 | 楽曲                                | 備考                                            |
| -------------- | ----------------------------------------------------------------------- | --- | ----------------------------------- | ----------------------------------------------- |
| 2016年8月12日  | IDOL CONNECT -UNIT DISC- 初めまして、大好きです!                        | メモリア | 「Flower Tune」 「Candy Star☆ミ」   | ゲーム『アイドルコネクト -AsteriskLive-』関連曲 |
| 2016年8月12日  | IDOL CONNECT -Solo Disc- Feelings of girl                               | 春宮空子（森千早都） | 「空になるよ、このハピネス。」      | ゲーム『アイドルコネクト -AsteriskLive-』関連曲 |
| 2017年2月18日  | IDOL CONNECT -Memorial Disc- キミが一度笑うなら、千回わたしは歌うんだ。 | 春宮空子（森千早都） | 「青春ハイタッチ」                  | ゲーム『アイドルコネクト -AsteriskLive-』関連曲 |
| 2017年8月18日  | IDOL CONNECT asterisk live! Star*Trine                                  | 春宮空子（森千早都）、瀬月唯（相坂優歌）、羽田千乃（本渡楓）、火ノ前留奈（大久保瑠美）、高花ひかり（芝崎典子）、古風楓（大森日雅）、柚木ミユ（木村千咲）、泉水つかさ（橋本ちなみ）、坂上八葉（日高里菜） | 「Star*Trine」                      | ゲーム『アイドルコネクト -AsteriskLive-』関連曲 |
| 2019年3月20日  | 花咲キオトメ                                                            | 七花少女 | 「花咲キオトメ」 「スノードロップ」 | ゲーム『Tokyo 7th シスターズ』関連曲            |
| 2019年12月4日  | マイ・グラデイション/SCARLET                                            | 七花少女 | 「マイ・グラデイション」            | ゲーム『Tokyo 7th シスターズ』関連曲            |
| 2021年12月14日 | 秋の空とこころ コスモス                                                 | 七花少女 | 「秋の空とこころ コスモス」         | ゲーム『Tokyo 7th シスターズ』関連曲            |

### その他参加楽曲
| 発売日        | 商品名              | 歌           | 楽曲                                                                    | 備考           |
| ------------- | ------------------- | ------------ | ----------------------------------------------------------------------- | -------------- |
| 2014年4月23日 | Shred Gear Rhapsody |              | 「Good-Bye」                                                            | ゲストボーカル |
| 2017年5月5日  | 病名不明            | もりみち病院 | 「病名不明」                                                            |                |
| 2018年10月6日 | ナゼナラバ          | もりみち病院 | 「OIL KING♡」 「Here i am」 「不思議の国のわたしたち」 「愛だの恋だの」 |                |

### シリーズ一覧
1. ↑  第1期（2018年）、第2期『Second BEAT!』（2020年）、第3期『Third BEAT!』第2クール（2022年 - 2023年）

### ユニットメンバー
1. ↑  春宮空子（森千早都）、瀬月唯（相坂優歌）、羽田千乃（本渡楓）
2. ↑  白鳥トモエ（宝木久美）、前園リシュリ（ルゥティン）、逢原ミウ（高野麻里佳）、夜舞サヲリ（稲川英里）、榎並マドカ（藤井アユ美）、雲巻モナカ（桜木アミサ）、シャオ・ヘイフォン（森千早都）
3. ↑  道井悠、森千早都